# The Wall – Live in Berlin (video)

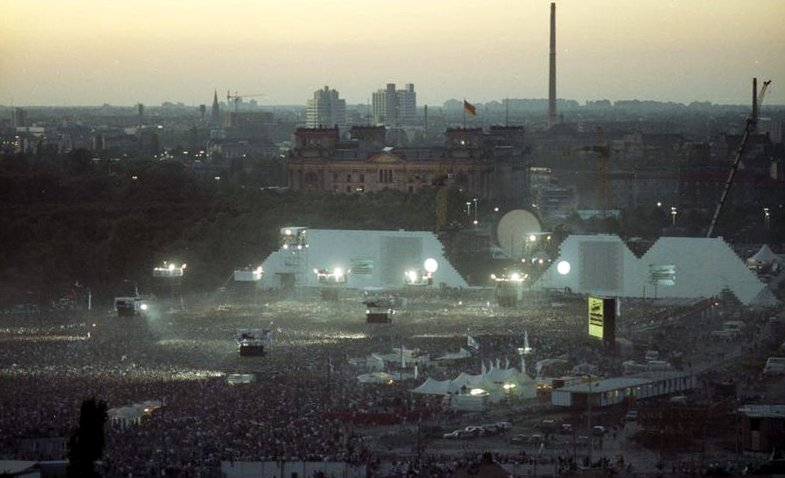
Koncert The Wall v Berlíně

The Wall - Live in Berlin je záznam koncertu britského zpěváka a baskytaristy Rogera Waterse, do roku 1985 člena skupiny Pink Floyd. Video vyšlo na VHS v roce 1990 a na DVD roku 2003.
Zaznamenaný koncert se konal 21. července 1990 v Berlíně na Potsdamer Platz, což za studené války bylo tzv. „území nikoho“ mezi Východním a Západním Berlínem. Akce se konala při příležitosti pádu berlínské zdi a jednalo se o jeden z největších koncertů všech dob. Přímo na místě jej navštívilo asi 500 000 diváků a dalších 500 milionů jej mohlo vidět živě v televizi.
Roger Waters zde s dalšími hostujícími umělci zahráli album Pink Floyd The Wall.

## Seznam skladeb
- „In the Flesh?“ (Scorpions)
- „The Thin Ice“ (Ute Lemper, Roger Waters, Rundfunk-Sinfonieorchester Berlin)
- „Another Brick in the Wall (Part 1)“ (Roger Waters; sólo na saxofon – Garth Hudson)
- „The Happiest Days of Our Lives“ (Roger Waters)
- „Another Brick in the Wall (Part 2)“ (Cyndi Lauper; kytarová sóla – Rick DiFonzo & Snowy White, sólo na syntezátor – Thomas Dolby)
- „Mother“ (Sinéad O'Connor & The Band; akordeon – Garth Hudson, vokály – Rick Danko & Levon Helm; akustické nástroje – The Hooters)
- „Goodbye Blue Sky“ (Joni Mitchell, Rundfunk-Sinfonieorchester Berlin, sbor; flétna – James Galway)
- „Empty Spaces“/„What Shall We Do Now?“ (Bryan Adams, Roger Waters, Rundfunk-Sinfonieorchester Berlin, sbor)
- „Young Lust“ (Bryan Adams, kytarová sóla – Rick DiFonzo & Snowy White, Jerry Hall – intro písně „One of My Turns“)
- „One of My Turns“ (Roger Waters)
- „Don't Leave Me Now“ (Roger Waters)
- „Another Brick in the Wall (Part 3)“/„The Last Few Bricks“ (Roger Waters, Rundfunk-Sinfonieorchester Berlin, sbor)
- „Goodbye Cruel World“ (Roger Waters)
- „Hey You“ (Paul Carrack)
- „Is There Anybody Out There?“ (Rundfunk-Sinfonieorchester Berlin, sbor, klasické kytary – Rick DiFonzo & Snowy White)
- „Nobody Home“ (Roger Waters & Rundfunk-Sinfonieorchester Berlin, sbor, kytarová sóla – Snowy White)
- „Vera“ (Roger Waters & Rundfunk-Sinfonieorchester Berlin, sbor)
- „Bring the Boys Back Home“ (Rundfunk-Sinfonieorchester Berlin, sbor, Armádní orchestr sovětské armády)
- „Comfortably Numb“ (Van Morrison, Roger Waters, The Band, Rundfunk-Sinfonieorchester Berlin, sbor, kytarová sóla – Rick DiFonzo & Snowy White)
- „In the Flesh“ (Roger Waters, Scorpions, Rundfunk-Sinfonieorchester Berlin, sbor, Armádní orchestr sovětské armády)
- „Run Like Hell“ (Roger Waters, Scorpions)
- „Waiting for the Worms“ (Roger Waters, Rundfunk-Sinfonieorchester Berlin, sbor)
- „Stop“ (Roger Waters)
- „The Trial“ (Rundfunk-Sinfonieorchester Berlin, sbor a
  - Tim Curry jako prokurátor
  - Thomas Dolby jako učitel
  - Ute Lemper jako manželka
  - Marianne Faithfull jako matka
  - Albert Finney jako soudce)
- „The Tide Is Turning“ (The Company (zpěv – Roger Waters, Joni Mitchell, Cyndi Lauper, Bryan Adams, Van Morrison a Paul Carrack), Rundfunk-Sinfonieorchester Berlin, sbor)

## Obsazení
The Company
- Roger Waters – zpěv, baskytara, akustická kytara („Mother“), kytara („Hey You“)
- Scorpions
  - Klaus Meine – zpěv
  - Rudolf Schenker, Matthias Jabs – kytara
  - Francis Buchholz – baskytara
  - Herman Rarebell – bicí
- Ute Lemper – zpěv
- Cyndi Lauper – perkuse, zpěv
- Thomas Dolby – syntezátory, vokály, zpěv
- Sinéad O'Connor – zpěv
- The Band
  - Levon Helm, Rick Danko – zpěv
  - Garth Hudson – akordeon, sopránsaxofon
- The Hooters
  - Eric Bazilian, John Lilley – kytara
  - Rob Hyman – klávesy
  - Fran Smith Jr. – kytara
  - David Uosikkinen – bicí
- James Galway – flétna
- Bryan Adams – kytara, zpěv
- Joni Mitchell, Jerry Hall, Paul Carrack, Van Morrison, Tim Curry, Marianne Faithfull, Albert Finney – zpěv

The Bleeding Heart Band
- Rick DiFonzo, Snowy White – kytary
- Andy Fairweather-Low – baskytara, kytara, vokály
- Peter Wood, Nick Glennie-Smith – klávesy, varhany, syntezátory
- Graham Broad – bicí, elektronické perkuse
- Stan Farber, Joe Chemay, Jim Haas, John Joyce – vokály

Další
- Rundfunk-Sinfonieorchester Berlin (Symfonický orchestr východoberlínského rozhlasu), dirigent Michael Kamen
- sbor východoberlínského rozhlasu
- Armádní orchestr sovětské armády
- Paddy Moloney – uveden na přebalu alba, ale jeho činnost není známá